# Karel Blondeel
Karel Blondeel (1960), bijgenaamd Keizer, is een Belgisch voormalig triatleet. In zijn carrière was hij eenmaal Europees kampioen en negenmaal Belgisch kampioen in deze discipline. 

## Levensloop
Zijn eerste succes boekte hij in 1985 met het winnen van de Belgische kampioenschappen triatlon. In 1987 behaalde hij brons op het Europees kampioenschap op de Olympische afstand te Marseille. In 1988 moest hij bij het EK op de middenafstand, dat in het Nederlandse Stein werd gehouden, genoegen nemen met een zilveren medaille achter Rob Barel. Twee jaar later won hij op deze afstand in Trier de Europese titel. Met een tijd van 4:02.25 bleef hij de Nederlander Mark Koks (zilver) en de Italiaan Danilo Palmucci (brons) voor. 
In 2002 heeft hij een punt gezet achter zijn 20-jarige sportcarrière. Hij doet nog wel recreatieve triatlons, maar geen wedstrijden meer op topniveau. Blondeel is afkomstig uit Lovendegem. Verder is hij nog actief als triatlontrainer.

## Palmares

### Titels
- Wereldkampioen triatlon H40: 2001
- Europees kampioen triatlon H40 olympische afstand: 2000
- Europees kampioen triatlon op de middenafstand: 1990
- Belgisch kampioen triatlon op de middenafstand: 1 x
- Belgisch kampioen kwarttriatlon: 8 x

### medailles en ereplaatsen
- 1985:  Belgisch kampioenschap
- 1985:  Embrunman in Embrun - 4:19.10
- 1987:  EK olympische afstand in Marseille - 2:01.22
- 1988:  EK middenafstand in Stein
- 1989: 8e WK olympische afstand in Avignon - 2:03.22
- 1990:  EK middenafstand in Trier
- 1990: 11e EK olympische afstand in Linz - 1:52.25
- 1990: 19e WK olympische Afstand in Orlando - 1:56.31
- 1993:  Belgisch kampioenschap - 1:52.13
- 2000:  H40 Zwintriatlon in Knokke
- 2001:  H40 Zwintriatlon in Knokke
- 2002:  master triatlon in Geel
- 2004: 5e triatlon in Nijverdal